# 江坂透
江坂 透（えさか とおる、1984年11月28日 - ）は、テレビ西日本の社員で、元アナウンサー。

## 人物・来歴
名古屋出身。小学校卒業後単身愛媛県に渡り、愛光中学校・高等学校に進学、寮生活を送った。早稲田大学卒業後、2007年入社。同期は坂梨公俊。
当初は報道部と兼属で報道記者としても活動していたが、2008年夏にスポーツ部へ異動。2012年2月6日付で行われた人事異動でアナウンス部を離れ、兼属していたスポーツ部専属となり、ディレクターに転身した。なお、社内の都合によりアナウンサーとしての最後の仕事は暫く後に行われた第50回延岡西日本マラソンである。

## アナウンサー時代の担当番組
- 各種スポーツ中継 - 野球やバスケなどリポーター、『競馬BEAT』、バレーボール、サッカー、剣道、アメフトなど実況
- FNNスピーク - ローカルパート（ローテーション）
- 情報レシピ ニジ☆ゴジ - 週間ニュースランキング（2008年5月～9月）
- ももち浜ストア - あれ？これ！常識クイズ、新人アナにおまかせ（2008年10月～12月）
- ハチナビ スーパーニュース - 当初は中継リポーター（月、火）、ナレーションなど（2009年3月～2010年3月）
- ニュース番組において記者としてニュースリポート
- おっ!?テレ西 - 新垣泉子と組むことが多かった
- 目指せゴールデン - 『弁達』という企画で進行役